# Тени греха (фильм)
«Тени греха» (1915) — художественный немой фильм Петра Чардынина. Фильм вышел на экраны 16 мая 1915 года. 
Фильм сохранился без надписей.

## Сюжет
Сюжет заимствован из романа А. Амфитеатрова «Людмила Верховская». Изложен в журнале «Сине-фоно» и «Вестник кинематографии» (1914).
Кокетливая барышня Ирина Кареева завязывает роман со студентом Заржецким и отдаётся ему.  Считающий себя обязанным жениться на ней, студент просит руки Ирины у её отца. Тот оставляет решение за дочерью. Барышня надменно отказывает Заржецкому. 
Спустя десять лет Ирина и Заржецкий встречаются вновь. Некогда оскорблённый любовник начинает шантажировать Ирину. В борьбе за свою честь она убивает Заржецкого. 
На месте преступления полиция находит красивую дамскую шпильку с украшениями. Подозрение сначала падает на цирковую наездницу, у которой была связь с убитым. Но затем её отпускают из-за отсутствия улик.  
Ирина страшно расстроена. Однажды Ирине показывают главную улику  — дамскую шпильку. Ирина начинает избавляться от всех шпилек. Постепенно она начинает терять разум. 
Она выбегает в парк в одной сорочке. Силы оставляют её и она падает в снег. Утром муж и брат находят Ирину, но она уже мертва. В закоченевшей руке роковые шпильки.

## В ролях
| Актёр                                    | Роль                       |
| ---------------------------------------- | -------------------------- |
| Вера Каралли                             | Ирина Кареева (Верховская) |
| Витольд Полонский                        | Владислав Заржецкий        |
| Евгения Попелло-Давыдова или В. Глинская | Леони, цирковая наездница  |
| Владимир Стрижевский                     | следователь, брат Ирины    |
| Татьяна Бах                              |                            |
| Александр Херувимов                      |                            |

## Критика
В журнале «Сине-Фоно» (1915) отмечалось, что кинодрама «Тени греха» «выделяется прежде всего интересно задуманным сценарием» и при этом «покоится не на уголовно детективных трюках, … а на элементах художественных и психологически
правдивых».
Обозреватель журнала «Кинема» (1915) назвал роль В. Каралли «исполненной бесподобно» и хвалил актёра В. Полонского, который «проявил столько истинного жара влюблённого юноши и холодной выдержки беспощадного мстителя». Он также писал: «Постановка картины очень хороша, в особенности очень красив зимний пейзаж, удачно выбранный в окрестностях Москвы».
Историк дореволюционного кино Вениамин Вишневский назвал фильм «интересно задуманной психологической кинодрамой».